# Barthelsmühle (Hasloch)
Barthelsmühle ist ein Gemeindeteil der Gemeinde Hasloch im unterfränkischen Landkreis Main-Spessart in Bayern.

## Geographie
Der Weiler liegt in der Gemarkung Hasloch. Durch den Ort fließt der Haslochbach, der in Hasloch in den Main mündet.